# Two Hearts Beat as One
Two Hearts Beat as One è un brano musicale del gruppo rock irlandese U2, estratto come secondo singolo dall'album War nel 1983, ma soltanto per il mercato statunitense, britannico ed australiano, a differenza di Sunday Bloody Sunday, che invece fu distribuito soltanto in Europa. Entrambi i singoli hanno trovato invece distribuzione in Giappone. Si tratta di una canzone d'amore ed è dedicata alla moglie di Bono, autore del testo, Alison Hewson. La fotografia della band presente nella copertina del singolo è di Anton Corbijn, mentre quella del ragazzo di Ian Finlay.

## Tracce
Testi e musiche di U2.
1. Two Hearts Beat as One – 3:52
2. Endless Deep – 2:58

## Formazione
- Bono – voce
- The Edge – chitarra, cori
- Adam Clayton – basso
- Larry Mullen – batteria

## Classifiche
| Classifica (1983)             | Posizione massima |
| ----------------------------- | ----------------- |
| Regno Unito                   | 18                |
| Stati Uniti (mainstream rock) | 12                |